# Reichskrieg (1311–1312)
Der Reichskrieg war ein Krieg in den Jahren 1311 und 1312. Kriegsgegner waren die Reichsstädte und Eberhard I. der Erlauchte.

## Ablauf
Eberhard I. unterstützte die böhmischen Stände und den böhmischen König Heinrich von Kärnten in ihrem Kampf gegen Albrecht I. von Habsburg und dessen Nachfolger Heinrich VII. 1309 wurde Eberhard wegen seiner zupackenden, eigennützigen Amtsführung als Landvogt angeklagt und deshalb von Heinrich VII. zu einem Hoftag nach Speyer zitiert. Von dort reiste Eberhard I. vorzeitig wieder ab, worauf Heinrich VII. über ihn die Reichsacht verhängte. Heinrich VII. unterstützte nun die schwäbischen Reichsstädte in seiner Auseinandersetzung mit dem Grafen Eberhard von Württemberg, der zudem gegenüber den Reichsstädten eine aggressive Territorialpolitik betrieb. Da Heinrich nach Italien zog, beauftragte er den neuen Reichslandvogt, Konrad IV. von Weinsberg, als Heerführer der schwäbischen Reichsstädte und einiger Adliger. Auf Seiten der schwäbischen Reichsstädte, hauptsächlich Esslingen am Neckar und Reutlingen, auf adliger Seite z. B.: v. Tübingen, v. Vaihingen, Herter v. Dusslingen.
Im Frühjahr 1311 begann der Reichskrieg, in dessen vermutlich erster militärischer Aktion die Belagerung der Stammburg Burg Wirtemberg Anfang Mai erfolgte. Nach einem unglücklichen Entsatzversuch am 26. Mai konnte die Burg am 13. Juli eingenommen werden. Nachdem die Festung Hohenasperg im August 1312 gefallen war, fand Eberhard als Flüchtiger Aufnahme bei seinem badischen Schwager Markgraf Rudolf Hesso in einem der beiden Bergfriede von Besigheim.
Nur der Tod Heinrich VII. am 24. August 1313 und die politische Situation nach der Königswahl 1314 mit Ludwig IV. als König und Friedrich dem Schönen als Gegenkönig verhinderten die Niederlage Württembergs. Eberhard I. taktierte danach geschickt zwischen König und Gegenkönig, so dass er die territorialen Verluste nicht nur ausgleichen, sondern weitere Gebiete hinzugewinnen konnte.
Vom Reichsheer erobert oder zerstört wurden unter anderem: Die Engelburg und die Weißenburg bei Stuttgart, Burg Wirtemberg, Hohenasperg, Hohenjungingen, Ror, Burg Alt-Lichtenstein, Burg Haideck, Burg Hochbiedeck, Burg Greifenstein (Württemberg), Untergreifenstein, Burg Richtenberg und Burg Dischingen bei Stuttgart (anhand von Fundmünzen durch G. Wein Zerstörung zu Beginn des 14. Jh. datiert) und Marbach am Neckar.
Nicht erobert wurden unter anderem: Hohenneuffen, Hohenurach mit Stadt, Burg Hohenwittlingen und Seeburg.